# 田心东站
田心东站是长株潭城际铁路株洲段的一个车站，位于湖南省株洲市石峰区田心街道时代大道田心北门附近，设计为线上高架站，2016年12月26日启用。

## 车站结构
田心东站属于高架车站，采用側式月台。
| 地上二层 | 侧式站台，左边车门将会开启 | 侧式站台，左边车门将会开启                |
| 地上二层 | 2站台                      | 长株潭城际铁路列车往株洲南方向 （大丰）   |
| 地上二层 | 1站台                      | 长株潭城际铁路列车往长沙西方向 （九郎山） |
| 地上二层 | 侧式站台，左边车门将会开启 |                                           |
| 地面     | 站厅                       | 售票处、自动售票机、验票闸门              |

本站的配套工程还包括站前广场、联络道路、广场通道以及“P+R”换乘停车场，该停车场是株洲首个P+R换乘停车场。

## 历史
在2009年编制的长株潭城际铁路环境影响报告书中，长株潭城际铁路株洲段计划在株洲北编组站北侧设株洲北城际站，该站为2台无配线高架站。次年，长株潭城际铁路开工，株洲北城际站的方案也演变为时代站。
时代站自身则于2014年开工。2016年3月，长株潭城铁部分车站计划更名，株洲的一些市民表示时代站可更名为田心北站或田心东站。同月，时代站的新名称初步定为田心东站，该站名于2016年5月被确定。